# Declaración de Pionyang
La Declaración de Pionyang, oficialmente titulada Defendamos y avancemos en la Causa Socialista, es una declaración firmada por varios partidos el 20 de abril de 1992. Representantes de 70 partidos comunistas y de otra índole acudieron a Pionyang, en Corea del Norte, para la celebración del 80.º cumpleaños de Kim Il-sung, entonces presidente de dicho país. Mientras que los delegados tuvieron muchos conactos bilaterales y multilaterales entre ellos, decidieron emitir una declaración reiterando su compromiso a pesar de la caída de la Unión Soviética apenas unos meses antes. 
El día 20 de abril la declaración fue firmada por los delegados de 70 partidos, incluyendo 48 líderes de otros partidos.

## Historia posterior
A principios de 1996 la Declaración de Pionyang ya estaba firmada por más de 200 partidos y organizaciones de todas las partes del mundo.
El 17 de diciembre de 2000, la Agencia Telegráfica Central de Corea publicó una historia titulada "La vitalidad de la Declaración de Pionyang aumenta", declarando que el número de partidos firmantes de la declaración llegó a 170 firmantes en el primer año de su aprobaciión y llegó a 251 partidos en esa fecha. También se dijo que hubo una reunión en Moscú de "oficiales de partidos progresistas de más de 20 países" para celebrar el quinto aniversario de la Declaración y publicando un comunicado llamado "Avancemos bajo el estandarte de la Declaración de Pionyang". En el décimo aniversario de la Declaración del 20 de abril de 2002, el KCNA anunció que había sido respaldado por 258 partidos.

## Texto íntegro

### Defendamos y avancemos en la causa socialista
Los representantes de los partidos políticos de los diferentes países del mundo que están luchando por la victoria del socialismo publican esta declaración con la firme convicción de defender y avanzar en la causa socialista.
Nuestra era es la era de la independencia, y la causa socialista es una causa sagrada avocada a hacer realidad la independencia de las masas populares.
En los últimos años el socialismo sufrió un revés en algunos países. A consecuencia de ello, los imperialistas y los reaccionarios están proclamando que el socialismo “ha llegado a su fin”. Esto no es más que una sofistería para embellecer el capitalismo y servir al mantenimiento del antiguo orden.
El revés del socialismo y el resurgimiento del capitalismo en algunos países han causado un retroceso para el éxito de la causa socialista, pero nunca puede ser interpretado como una negación de la superioridad del socialismo y el carácter reaccionario del capitalismo.
El socialismo ha sido durante mucho tiempo el ideal de la humanidad y representa el futuro de la humanidad.
La sociedad socialista es, en lo esencial, una auténtica sociedad porque en ella las masas populares son dueñas de todo y todo les sirve a ellas.
Pero la sociedad capitalista es una sociedad injusta donde “los ricos se hacen cada vez más ricos y los pobres cada vez más pobres”. En esta sociedad, el dinero lo decide todo, predomina la explotación del hombre por el hombre y un puñado de clases explotadoras domina por encima de todo. Ello va acompañado inevitablemente de ausencia de derechos políticos, desempleo, pobreza, drogas, crímenes y otros tipos de males sociales que pisotean la dignidad humana.
Sólo el socialismo puede eliminar la dominación, la subyugación y las desigualdades sociales de todo tipo y asegurar sustancialmente la libertad, la igualdad, la democracia verdadera y los derechos humanos.
Durante mucho tiempo, las masas populares han llevado hacia delante una ardua lucha por la victoria del socialismo y han derramado mucha sangre en este desempeño.
El camino del socialismo es un camino inexplorado y, por lo tanto, los avances del socialismo están inevitablemente acompañados de retos y dificultades.
Una de las razones del fracaso de la construcción del socialismo en algunos países fue que éstos fallaron a la hora de construir una estructura social conforme a las exigencias fundamentales de las masas populares y de construir el socialismo acorde a lo indicado por la teoría del socialismo científico.
La garantía para el avance del socialismo científico reside en que las masas populares se conviertan en los auténticos dueños de la sociedad.
Dicha sociedad supone un avance triunfante – esta es una verdad y una realidad demostrada por la teoría y la práctica.
Los partidos y la humanidad progresista que aspiran al socialismo han sacado una lección muy valiosa de ello.
Para defender y avanzar en la causa socialista, cada partido debería mantener firmemente su independencia y levantar sus propias fuerzas.
El movimiento socialista es un movimiento independiente. El socialismo se forja y se erige en un país o Estado nacional como una sola unidad. La causa socialista en cada país debe hacerse realidad bajo la responsabilidad del partido y el pueblo de este país.
Cada partido debería trabajar unas líneas y unas políticas en concordancia con la situación actual del país donde está activo y con las exigencias de su pueblo, e implementarlas apoyándose en las masas populares.
Cada partido no debería en ningún momento y bajo ninguna circunstancia abandonar sus principios revolucionarios sino levantar la bandera del socialismo.
La causa socialista es una causa nacional y al mismo tiempo una causa común a toda la humanidad.
Todos los partidos deberían cimentar sus lazos de unidad, cooperación y solidaridad camaraderiles sobre la base de los principios de independencia e igualdad.
Ahora que los imperialistas y los reaccionarios están atacando el socialismo y a los pueblos en colusión internacional, los partidos que están construyendo el socialismo o están aspirando al mismo deberían defender y hacer avanzar el socialismo a escala internacional y fortalecer el apoyo mutuo y la solidaridad en sus esfuerzos por alcanzar la justicia social, la democracia, el derecho a la existencia y la paz contra la dominación imperialista, la subyugación por parte del capital y el neo-colonialismo.
Es un deber internacional que incumbe a todos los partidos y fuerzas progresistas que están a favor del socialismo y un objetivo para su propia causa.
Avanzaremos bajo la bandera desplegada del socialismo, en firme unidad con todos los partidos políticos progresistas, las organizaciones y los pueblos del mundo que están luchando por defender el socialismo contra el capitalismo y el imperialismo.
Luchemos por ello para abrir camino al futuro de la humanidad, con la firme convicción en la causa del socialismo.
La victoria final está del lado de los pueblos que luchan unidos por el socialismo.
La causa del socialismo no perecerá. 

## Firmantes
La declaración, así como sus apéndices, fue aprobada por los siguientes partidos políticos y organizaciones:
| País                   | Partido                                                                  |
| ---------------------- | ------------------------------------------------------------------------ |
| Alemania               | Partido Comunista Alemán                                                 |
| Angola                 | Movimiento Popular para la Liberación de Angola                          |
| Argentina              | Partido Comunista de Argentina                                           |
| Bangladés              | Partido de los Trabajadores de Bangladés                                 |
| Bangladés              | Jatiyo Samajtantrik Dal                                                  |
| Barbados               | Partido de los Trabajadores de Barbados                                  |
| Bélgica                | Partido del Trabajo de Bélgica                                           |
| Bermudas               | Partido Laborista Progresista de Bermudas                                |
| Bolivia                | Partido Comunista de Bolivia                                             |
| Brasil                 | Partido Comunista Brasileño                                              |
| Bulgaria               | Partido Comunista de Bulgaria                                            |
| Bulgaria               | Partido Comunista Búlgaro - Marxistas                                    |
| Internacional          | Movimiento Nacional Caribeño                                             |
| Chile                  | Partido Comunista Chileno (Acción Proletaria)                            |
| Colombia               | Partido Comunista Colombiano                                             |
| Corea del Norte        | Partido del Trabajo de Corea                                             |
| Costa Rica             | Partido del Pueblo Costarricense                                         |
| Chipre                 | Partido Progresista del Pueblo Trabajador                                |
| Dinamarca              | Partido de los Trabajadores por el Bien Común                            |
| Dinamarca              | Foro Comunista de Dinamarca                                              |
| Dominica               | Movimiento de Izquierda Unida de Dominica                                |
| Dominica               | Partido Laborista de Dominica                                            |
| Ecuador                | Partido Comunista del Ecuador                                            |
| España                 | Partido Comunista de España (marxista-leninista) [cita requerida]        |
| España                 | Partido Comunista de los Pueblos de España                               |
| España                 | Partido del Trabajo Democrático                                          |
| Estados Unidos         | Partido Comunista de Estados Unidos                                      |
| Estados Unidos         | Partido Socialista de los Trabajadores                                   |
| Estados Unidos         | Partido Mundo Obrero                                                     |
| Finlandia              | Por la Paz y el Socialismo-Partido Comunista de los Trabajadores         |
| Francia                | Partido Comunista de los Obreros de Francia                              |
| Granada                | Movimiento Patriótico Maurice Bishop                                     |
| Hungría                | Partido Comunista Obrero Húngaro                                         |
| India                  | Partido Comunista de la India (Marxista)                                 |
| India                  | Partido Comunista de la India                                            |
| Irlanda                | Partido Comunista de Irlanda                                             |
| Italia                 | Movimiento por la Paz y el Socialismo                                    |
| Jordania               | Partido Comunista Jordano                                                |
| Líbano                 | Partido Social Nacionalista Sirio                                        |
| Martinica              | Partido Comunista de Martinica                                           |
| Malta                  | Partido Comunista de Malta                                               |
| México                 | Partido Popular Socialista de México                                     |
| México                 | Partido Socialista de México                                             |
| Mongolia               | Partido Revolucionario del Pueblo de Mongolia                            |
| Namibia                | SWAPO                                                                    |
| Nepal                  | Partido Comunista de Nepal (Marxista-Leninista Unificado)                |
| Nepal                  | Partido Comunista de Nepal (Centro de Unidad)                            |
| Nepal                  | Partido de los Trabajadores y los Campesinos de Nepal                    |
| Nepal                  | Partido Comunista de Nepal                                               |
| Noruega                | Partido Comunista de Noruega                                             |
| Paraguay               | Partido Comunista Paraguayo                                              |
| Perú                   | FOCEP                                                                    |
| Polonia                | Liga de los Comunistas de Polonia - Proletariado                         |
| Reino Unido            | Partido Comunista de Gran Bretaña                                        |
| Reino Unido            | Nuevo Partido Comunista Británico                                        |
| República Dominicana   | Partido Comunista Dominicano                                             |
| Rumanía                | Nuevo Partido Socialista de Rumanía                                      |
| Rusia                  | Partido Comunista de los Bolcheviques de Toda la Unión                   |
| Rusia                  | Partido Comunista Obrero Ruso - Partido Revolucionario de los Comunistas |
| Rusia                  | Liga de los Comunistas de Rusia                                          |
| San Cristóbal y Nieves | Partido Laborista de San Cristóbal y Nieves                              |
| Sudáfrica              | Partido Comunista de Sudáfrica                                           |
| Sri Lanka              | Partido Comunista de Sri Lanka                                           |
| Suecia                 | Partido de los Trabajadores - Comunistas                                 |
| Surinam                | Partido Nacional Dermocrático                                            |
| Siria                  | Partido Baaz Árabe Socialista                                            |
| Transnistria           | Partido Comunista Transnistrio                                           |
| Trinidad y Tobago      | Movimiento 18 de Febrero                                                 |
| Túnez                  | Partido por la Unidad Popular                                            |
| Turquía                | Partido Patriótico                                                       |
| Venezuela              | Partido Comunista de Venezuela                                           |
| Venezuela              | Izquierda Unida (Venezuela)                                              |
| Venezuela              | Nueva Alternativa de Venezuela                                           |
| Venezuela              | Movimiento de Liberación Nacional-Tupamaros                              |
| Yugoslavia             | Liga de los Comunistas - Movimiento por Yugoslavia                       |